# Skatgökar
Skatgökar (Clamator) är ett fågelsläkte som tillhör familjen gökar. Ordet Clamator är latin och betyder "talesman" eller "utropare". Utbredningsområdet är huvudsakligen i Sydeuropas varma delar, Asien samt i Afrika söder om Sahara. Alla arter i släktet är häckningsparasiter och lägger ett ensamt ägg i reden som tillhör bland annat skator, törnskator och starar, beroende på plats.
I släktet ingår följande arter:
- Rödvingad skatgök (Clamator coromandus)
- Skatgök (Clamator glandarius)
- Strimmig skatgök (Clamator levaillantii)
- Jakobinskatgök (Clamator jacobinus)